# Grzegorzekia hungarica
Grzegorzekia hungarica är en tvåvingeart som beskrevs av Papp och Sevcik 2007. Grzegorzekia hungarica ingår i släktet Grzegorzekia och familjen svampmyggor.
Artens utbredningsområde är Ungern. Inga underarter finns listade i Catalogue of Life.